# Terrell Stone
Terrell Stone (...) è un liutista statunitense, che vive e lavora in Italia da molti anni.
Ha iniziato i suoi studi musicali negli stati uniti dedicandosi al Liuto dal 1974.
Ha continuato i suoi studi alla "Schola Cantorum Basiliensis" in Basilea, con Eugene Dombois e Hopkinson Smith e a Parigi con Frank Eyler, completando i suoi studi al Conservatorio "F. E. Dall'Abaco" di Verona con il maestro Orlando Cristoforetti.
Stone ha realizzato più di trenta registrazioni. Tra i suoi lavori come solista figurano un CD con musiche di Giuseppe Brescianello per gallicone, un triplo CD con le partite composte da Silvius Leopold Weiss tratte dal manoscritto di Varsavia e un CD con musiche di compositori padovani del XVI secolo registrato nel famoso teatro anatomico presso l'Università degli Studi di Padova.
Attualmente è docente di Liuto e direttore del dipartimento di musica antica presso il conservatorio "A. Pedrollo" di Vicenza ed ha insegnato anche presso i conservatori "Santa Cecilia" di Roma, e “N. Piccini” di Bari.
Oltre alla sua attività di concertista e didatta, ha pubblicato numerose edizioni moderne di musiche per liuto ed ha fatto lavoro di ricerca e pubblicato articoli sulla musica di Silvius Leopold Weiss. Ha tenuto seminari e master class negli Stati Uniti in Germania, Italia, Danimarca e Messico.